# Alevtina Oliúnina
Alevtina Oliúnina (en rus: Алевти́на Серге́евна Олю́нина) (Ptxiólkino, Unió Soviètica 1942) és una esquiadora de fons russa ja retirada, que va competir sota bandera soviètica durant les dècades de 1960 i 1970.

## Biografia
Va néixer el 15 d'agost de 1942 a la ciutat de Ptxiólkino, població situada a l'óblast de Kostromà, que en aquell moment formava part de la Unió Soviètica i que auvi en dia forma part de la Federació Russa.

## Carrera esportiva
Va fer el seu debut internacional en els Jocs Olímpics d'Hivern de 1968 realitzats a la ciutat de Grenoble (França), finalitzant vintena en la prova de 5 quilòmetres i onzena en la de 10 quilòmetres. En els Jocs Olímpics d'Hivern de 1972 realitzats a Sapporo (Japó) aconseguí guanyar la medalla d'or en la prova de relleus 3x5 quilòmetres i la medalla de plata en la prova de 10 quilòmetres, a més de finalitzar quarta en la prova de 5 quilòmetres.
Al llarg de la seva carrera aconseguí guanyar dues medalles d'or en al Campionat del Món d'esquí nòrdic en les proves de 10 km i de relleus 3x5 quilòmetres l'any 1970. Així mateix fou nou vegades campiona del seu país, dues en la prova de 5 km i set en les de relleus.